# Keczkés Károly
Gánóczi Keczkés Károly (Lőcse, 1799. november 18. – Pécs, 1856. november 23.) vízépítő mérnök és megyei táblabíró.

## Élete
Keczkés János városi főjegyző és Pfanschmidt Teréz fia. Középiskolai tanulmányait szülővárosában és a késmárki líceumban végezte; azután a pesti egyetem (Institutum Geometricum) hallgatója lett és 1823-ban itt nyert mérnöki oklevelet. Május 17-én kinevezték a dunai térképező osztály mérnökének; 1829-ben pedig hajózási mérnökké léptették elő 500 forint évi fizetéssel. 1830 körül felméréseket végzett a Rábán és a Pinkán, majd szabályozási terveket készített. 1837-ben áthelyezték Pozsonyba a Duna-szabályozáshoz. Mint fiatal mérnököt Szvoboda császári és királyi főépítési igazgató magával vitte olaszországi tanulmányútjára. Vásárhelyi Pállal is jó viszonyban állott. 1844-ben a magyar királyi udvari kamara kinevezte a magyar királyi országos építési főigazgatósághoz és ugyanazon évben főigazgatóhelyettessé (főmérnökké) léptették elő. Ettől fogva kezdett leginkább a Tisza-szabályozás ügyeivel foglalkozni. 1847. március 21-én már a Tiszavölgyi társulat főmérnöke volt. A dunaszabályozási terveket Széchenyi István gróf, akkori közmunka és közlekedésügyi miniszter, 1848-ban átvizsgálás végett neki adta ki. Működése a Tiszán a szabadságharc kitörésével megszűnt. 1850-ben a bécsi kereskedelmi-, ipar- és közmunkaügyi miniszter országos középítési felügyelővé nevezte ki 1800 forint fizetéssel és 300 forint lakáspénzzel; 1853-ban pedig ugyanebben a minőségben a bécsi kereskedelmi minisztériumba helyezték át és reá bízták az összes magyarországi vízügyek vezetését. 1855-ben kiküldték a Tisza szerb bánsági áradásai okának megvizsgálására; onnét a Tisza-szabályozás ügyében tartott értekezletre rendelték vissza és megbízták a Vidra állami kotró felülvizsgálásával, azzal a felhívással, hogy azon saját találmányú készülékét állíttassa fel és azzal a bogyiszlói átmetszésben a kotrást indítsa meg.
Munkája (memorandum): a Tiszavölgy Könyvében (Pest, 1847. Ártér kiszámítás, védmunkálati költség és vízszerkezetek iránti munkálat); ezt Képessy József A magyar alföld hydriographiája c. munkájába (Pest, 1867. 20-23., 1.) átvette.